# Солнечная светимость
Со́лнечная свети́мость, {\displaystyle L_{\bigodot }} — единица светимости (то есть количества энергии, выделяемой в единицу времени), обычно используемая астрономами для представления светимости звёзд. Равна светимости Солнца, составляющей 3,827⋅1026 Вт или 3,827⋅1033 эрг/с.

## Расчёт константы
Светимость Солнца можно вычислить путём измерения количества энергии, попадающей в единицу времени на единичную площадку, находящуюся в окрестностях Земли (на расстоянии 1 а. e. от Солнца) и повёрнутую перпендикулярно к направлению падения солнечных лучей. Этот поток энергии называется солнечной постоянной, он равен в среднем A = 1361 Вт/м² (вариации связаны в основном с периодическими изменениями солнечной активности, они составляют около 0,1 %). Площадь сферы с радиусом R = 1 а. e. = 149 597 870 691 м равна S = 4πR2 ≈ 2,8123⋅1023 м2; следовательно, эту сферу пересекает поток энергии, равный AS = 3,827⋅1026 Вт.
Другой метод вычисления солнечной светимости основан на том факте, что Солнце с большой степенью точности представляет собой абсолютно чёрное тело. В результате количество энергии, излучаемой в секунду с единицы площади поверхности Солнца, зависит только от его температуры T, согласно закону Стефана — Больцмана: L⊙ = σT4×S☉, где σ — постоянная Стефана — Больцмана, S☉ = 4πR⊙2 — площадь поверхности Солнца.